# Orbach (Einheit)
Orbach, auch Orbah, war ein Volumen- und Getreidemaß in Tripolis und Tunis.
- 1 Orbach = 1/16 Urba/Ueba/Hueba = 6,7 Liter

Die Maßkette war
- 1 Ueba (Hueba)  = 4 Temen/Viertel = 16 Orbach = 32 Nöss Orbah/Nus Orbah/Nuse Orbah/halber Orbah[1] = 5411,6 Pariser Kubikzoll = 107,3 Liter